# Gunnar Asplund
Erik Gunnar Asplund (22. september 1885 i Stockholm – 20. oktober 1940) var en internationalt berømt svensk arkitekt.
Asplund regnes som en af de største arkitekter i mellemkrigstiden og var en af de framtræderne arkiteker i 1920'ernes nyklassisisme såvel som en af pionererne for funktionalismen i norden. Han tegnede eksempelvis Stockholms Stadsbibliotek (opført 1926-1928), tillbygningen til Göteborgs rådhus (1913-1937), Karlshamns läroverk (1912-1918). Karl Johansskolan, og sammen med Sigurd Lewerentz Skogskyrkogården (anlagt 1920-1940) i Stockholm. Kirkegården er udnævnt til verdensarvsmonument af UNESCO.
Asplund tegnede selv Skogskapellet 1915 og Heliga korsets kapell 1940
Han var også hovedarkitekt for Stockholmsutställningen 1930, som for mange markerede funktionalismens gennembrud i Norden. Året efter blev han professor ved Tekniska högskolan i Stockholm. 
Gunnar Asplund er far til arkitekten Hans Asplund.